# Andrzej Łozowski (dziennikarz)
Andrzej Łozowski (ur. 2 stycznia 1942 w Barszczewie, zm. 18 lutego 2005 w Warszawie) – wieloletni dziennikarz sportowy „Rzeczpospolitej”.
Absolwent Akademii Wychowania Fizycznego w Warszawie. W 1969 rozpoczął pracę w dziale sportowym „Trybuny Ludu”. Lata 1976–1982 spędził w „Sztandarze Młodych”, a od 1982 pracował w „Rzeczpospolitej”. Przez kilka lat był kierownikiem działu sportowego „Rzeczpospolitej”, a potem zastępcą kierownika tego działu.